# NGC 343
NGC 343 est une lointaine galaxie spirale intermédiaire située dans la constellation de la Baleine. Elle a été découverte par l'astronome américain Frank Müller en 1886.

## Caractéristiques
Sa vitesse par rapport au fond diffus cosmologique est de 16 290 ± 151 km/s, ce qui correspond à une distance de Hubble de 240 ± 17 Mpc (∼783 millions d'al).